# Gúsev (Kaliningrado)
Gúsev (del ruso: Гусев), conocida de manera oficial hasta 1946 como Gumbinnen (en alemán: Gumbinnen; en lituano: Gumbinė, en polaco: Gąbin) es una ciudad situada en la confluencia de los ríos Pissa y Krásnaya, que forma parte y es el centro administrativo del distrito de Gúsev en el óblast de Kaliningrado, Rusia.

## Geografía
La ciudad está ubicada en la región histórica de Prusia Oriental en la confluencia de los ríos Pissa y Krásnaya, a una altitud de 57 metros sobre el nivel del mar. Gúsev se encuentra a unos 105 km al este de la ciudad de Kaliningrado y a 25 km al este de la ciudad de Cherniajovsk.

## Historia
El asentamiento de Gumbinnen (en lituano: Gumbinė, lit. 'calabaza') en el Ducado de Prusia, ducado vasallo del Reino de Polonia, se menciona por primera vez en una escritura de 1580. Se estableció una parroquia protestante en Gumbinnen a instancias de los Hohenzollern gracias al duque Alberto I de Prusia alrededor de 1545 y la primera iglesia se erigió en 1582. Se convirtió en parte de Brandeburgo-Prusia en 1618, permaneciendo como feudo de Polonia.
Desde el siglo XVIII, formó parte del Reino de Prusia. Entre 1709 y 1711, el área fue devastada por la epidemia de peste en la Gran Guerra del Norte y tuvo que ser reconstruida bajo el gobierno de Federico Guillermo I de Prusia, quien otorgó privilegios de ciudad a Gumbinnen en 1724 y, desde 1732, repobló el área con protestantes procedentes de Salzburgo, refugiados que habían sido expulsados por el príncipe-arzobispo Leopold Anton von Firmian. La primera iglesia filial de los protestantes de Salzburgo fue erigida en 1752, y fue reconstruida en 1840 en estilo neoclásico según los planos diseñados por Karl Friedrich Schinkel. La iglesia fue restaurada en 1995 por la Iglesia Evangélica Luterana en Rusia, Ucrania, Kazajistán y Asia Central.
Durante la Guerra de los Siete Años, Gumbinnen fue ocupada por tropas rusas desde 1757 hasta 1762. Durante la guerra de coalición contra Napoleón Bonaparte, los soldados franceses acamparon en la ciudad en 1807 y la Grande Armée marchó por Gumbinnen en 1812. Napoleón permaneció en la ciudad durante cuatro días.
Desde 1808, Gumbinnen fue la sede oficial del gobierno de Gumbinnen, entonces llamado Gobierno lituano de Gumbinnen, cuyo presidente de 1809 a 1816 fue Theodor von Schön. Desde 1815, Gumbinnen fue la capital de la región homónima (en alemán: Regierungsbezirk Gumbinnen), un distrito administrativo de la provincia de Prusia Oriental, y se convirtió en parte del Imperio alemán tras la unificación de Alemania en 1871. En 1860, la línea ferroviaria estatal prusiana de Königsberg a Stallupönen (ahora Nésterov) fue construida y la ruta pasaba por Gumbinnen, lo que provocó que la ciudad creciera en importancia económica en la región. A fines del siglo XIX, Gumbinnen tenía una fundición, un taller mecánico, una fábrica de muebles, una fábrica de ropa, dos aserraderos, varias fábricas de ladrillos y una lechería.
Durante la Primera Guerra Mundial, la ciudad fue el escenario de la batalla de Gumbinnen, una importante batalla en el frente oriental. La batalla tuvo lugar cerca en los primeros días de la guerra en agosto de 1914, y posteriormente Gumbinnen fue ocupada por el Ejército Imperial Ruso durante varios meses. Después de la guerra, se construyó una planta de energía, la Ostpreußenwerk, en Gumbinnen y alimentó gran parte de Prusia Oriental. Al comienzo de la era nazi, Gumbinnen fue designada subregión militar del área militar de Königsberg. Cerca del final de la Segunda Guerra Mundial, en 1944, el primero de los 24 000 residentes de Gumbinnen comenzó a huir del avance del Ejército Rojo, y un ataque aéreo soviético el 16 de octubre de 1944 causó graves daños en el área del centro de la ciudad. El 22 de octubre de 1944, las fuerzas soviéticas tomaron la ciudad y cometieron numerosas atrocidades de venganza contra la población civil antes de que la Wehrmacht retomara la ciudad dos días después. Aunque las fuerzas alemanas recuperaron Gumbinnen y lograron a fines de octubre estabilizar la línea de batalla al este de la ciudad, fue rápidamente reconquistada por el Ejército Rojo durante la gran ofensiva soviética de Prusia Oriental el 21 de enero de 1945. Durante la evacuación de Prusia Oriental, los residentes alemanes supervivientes huyeron o fueron expulsados.
Tras el final de la guerra, bajo los cambios fronterizos promulgados en la Conferencia de Potsdam en 1945, la parte norte de la antigua provincia de Prusia Oriental se convirtió en parte de la Unión Soviética, incluido Gumbinnen. La ciudad pasó a llamarse Gúsev, en honor a un capitán del Ejército Rojo, Serguéi Ivánovich Gúsev, que murió en acción cerca de Gumbinnen en enero de 1945, y condecorado póstumamente el título de Héroe de la Unión Soviética el 19 de abril de 1945.
Gúsev se convirtió en el centro del raión de Gúsev  y fue sellado herméticamente por razones militares. Tras la huida y expulsión de la población alemana nativa, la ciudad fue colonizada por rusos del centro de Rusia y de la zona del actual Distrito federal del Volga, así como por bielorrusos. Desde la disolución de la Unión Soviética, Gúsev ha estado luchando con importantes problemas económicos. Según datos oficiales, uno de cada cuatro habitantes quedó desempleado, aunque las fábricas eléctricas, de alimentación animal y de tricot siguen produciendo en Gúsev. 

## Demografía
En el pasado la mayoría de la población estaba compuesta por alemanes y lituanos, pero tras el fin de la Segunda Guerra Mundial fueron expulsados y se repobló con rusos.
| Gráfica de evolución de Gúsev entre 1816 y 2010 |
|                                                 |

## Economía
La ciudad siempre ha sido un centro industrial. Antes de la guerra, muchas empresas industriales estaban ubicadas aquí. Entre ellos se encuentran una planta de maquinaria agrícola, una planta de gas, un depósito de locomotoras, un taller de montaje de equipos eléctricos en la planta de Opel, una fábrica de muebles y cuatro fábricas de ladrillos. La industria alimentaria estuvo representada por una cervecería, dos molinos, una quesería y una fábrica de mantequilla.
En la época soviética, la ciudad siguió siendo un centro industrial. La ciudad albergaba una planta de luminarias, la planta Microdvigator, la fábrica Chaika, una central térmica y una planta de mantequilla y queso. Después de la perestroika, muchas empresas industriales cayeron en decadencia.
En la década de 1990, se estableció la Zona Económica Especial de Yantar en el óblast de Kaliningrado. Algunos de los proyectos en la zona están ubicados en Gúsev, como NPO CTS. A principios del siglo XXI se inicia una lenta recuperación de la industria. En asociación con la Unión Europea, se está construyendo una planta de tratamiento de aguas residuales en la ciudad.

## Infraestructura

### Arquitectura y monumentos
Uno de los principales edificios de la ciudad es la iglesia luterana de Salzburgo, construida en 1840 como sucesor de una primera iglesia de 1752/54. En la ciudad quedan bastantes iglesias como son la iglesia de la Cruz (ortodoxa rusa desde 1990), o iglesia de la Reconciliación (templo ortodoxo ruso construido en el lugar de la ciudad vieja en 2016). Otras confesiones también tienen templos como la iglesia de San Andrés de Gúsev, un antiguo templo católico fundado en 1901, que sobrevivió a la guerra y en la actualidad es un cuartel. En el pasado hubo otros edificios como la Altstädtische Kirche (templo del año 1720, edificado bajo el rey Federico Guillermo I, y demolida en 1945) o la Neustädter Kirche (iglesia del siglo XVIII que sufrió graves daños en 1945 y se demolió en 1985). Otro monumento muy característico de la ciudad es la escultura de Alce de Ludwig Vordermayer.

### Transporte
En Gúsev se encuentra en la línea ferroviaria de vía ancha y doble vía que conecta el enclave del óblast de Kaliningrado, a través de Lituania y Bielorrusia, con el principal territorio contiguo de Rusia.
La autovía Kaliningrado-Vilna atraviesa la ciudad, desde donde la carretera principal a Sovetsk se bifurca en el área de la ciudad. El cruce fronterizo con Lituania está a 37 kilómetros y también hay una conexión directa por carretera con un cruce fronterizo con Polonia (38 kilómetros).

## Personas destacadas
- Kristijonas Donelaitis (1714-1780): pastor luterano lietuvininkai, uno de los primeros poetas en lengua lituano con su obra Metai (Las estaciones).
- Otto von Corvin (1812-1886): escritor alemán
- Gustav Albert Peter (1853-1937): botánico y pteridólogo alemán, director del Jardín Botánico de la Universidad Georg August de Göttingen (1888-1923).
- Richard Friese (1854-1918): pintor alemán de animales y paisajes.
- Konrad Grallert von Cebrów (1865-1942): militar alemán que fue comandante de división del Imperio austrohúngaro.
- Gotthard Heinrici (1886-1971): general alemán de la Wehrmacht durante la Segunda Guerra Mundial, que tuvo destacada participación en varios combates en los distintos frentes de batalla.
- Bruno Bieler (1888-1966): general alemán de la Wehrmacht, que estuvo al mando del XLII Cuerpo durante la Segunda Guerra Mundial.
- Max Liedtke (1894-1955): periodista y oficial alemán, galardonado con el premio Justos entre las Naciones por su resistencia a la aniquilación de judíos en el campo de Przemyśl.
- Werner Dankwort (1895-1986): diplomático alemán, cuya contribución fue clave para introducir a Alemania en la Liga de Naciones (1926) y posteriormente ejerció como representante en la OCDE.
- Winfried Mahraun (1907-1973): buceador alemán que compitió en los Juegos Olímpicos de 1936.
- Wilhelm Schöning (1908-1987): teniente coronel alemán, comandante del 66° Regimiento Panzergrenadier.
- Karin Burneleit (1943): atleta alemana retirada especializada en la prueba de 1500 m, en la que consiguió ser campeona europea en 1971.
- Oleg Gazmánov (1951): cantante, compositor y poeta pop ruso, especializado en canciones patrióticas y en temas que abarcan temas pop / rock más convencionales.
- Nikolái Tsukánov (1965): político, psicólogo, empresario, soldador eléctrico y exgobernador ruso del óblast de Kaliningrado por Rusia Unida.
- Vladímir Vdovichénkov (1971): actor de teatro y cine ruso conocido por sus papeles en Brigada (2002), Leviatán (2014), Bimmer (2003) y Saliut 7 (2017).

## Galería

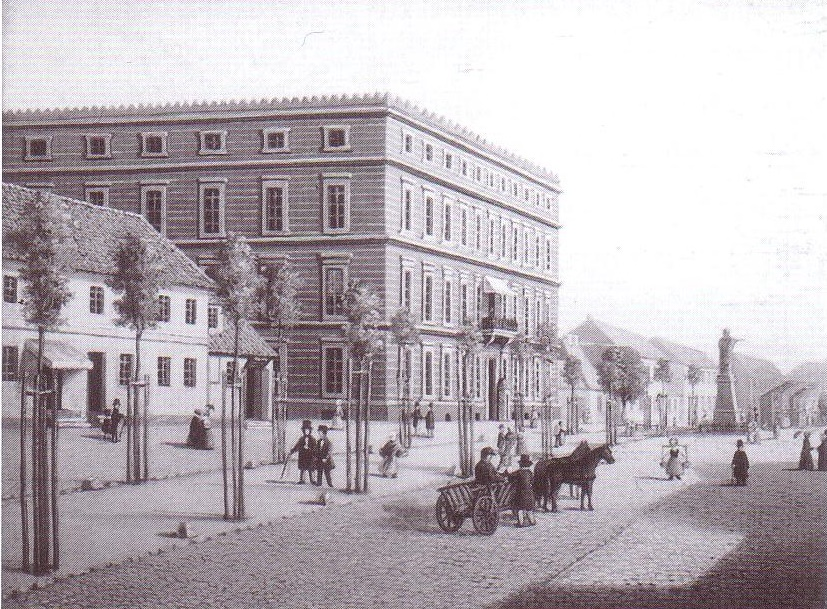
Antiguo edificio gubernamental (1844)
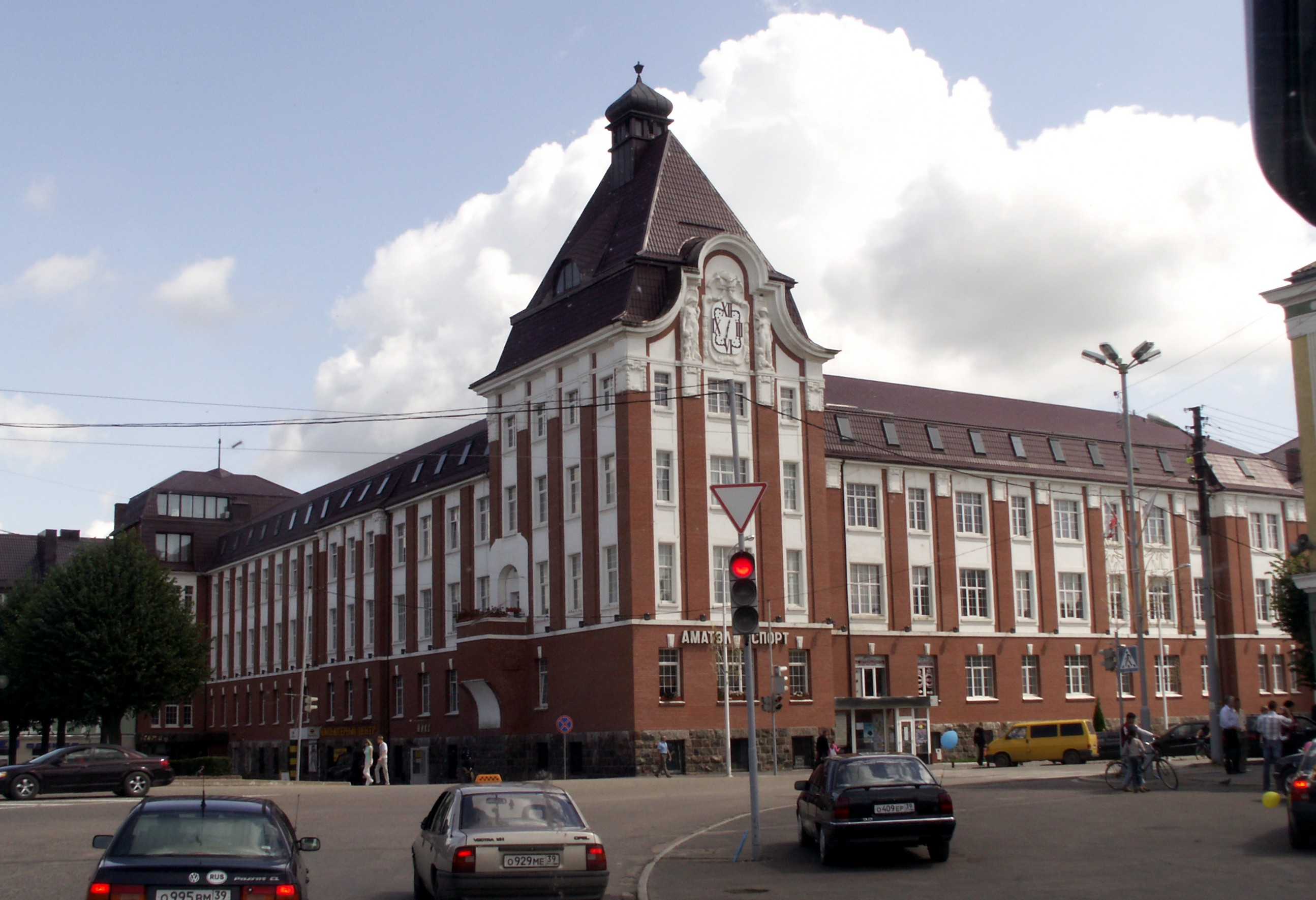
Edificio administrativo en Gúsev
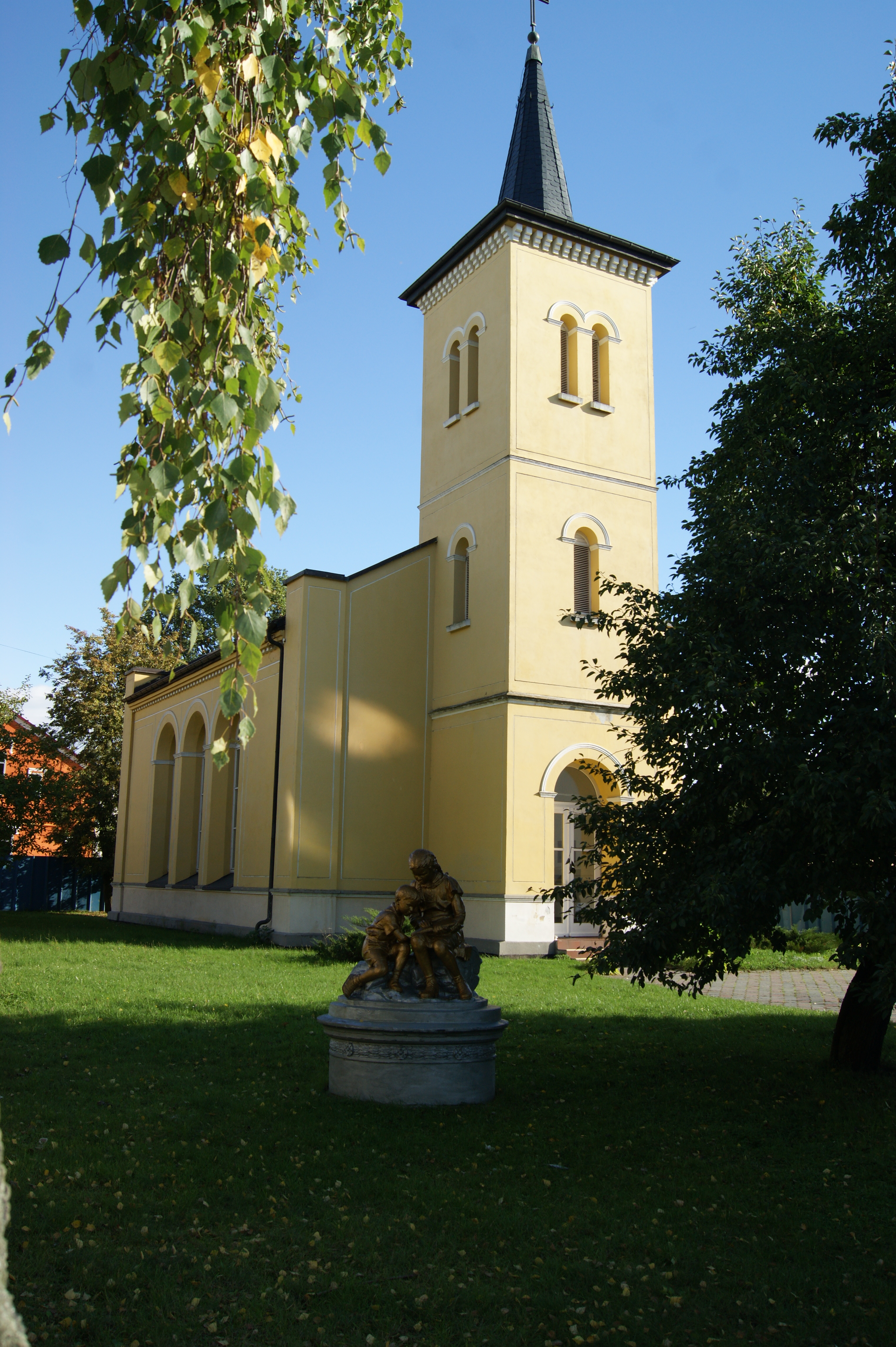
Iglesia luterana de Salzburgo

## Ciudades hermanadas
Gúsev está hermanada con las siguientes ciudades:
- Kobryn, Bielorrusia
- Kazlų Rūda, Lituania
- Gołdap, Polonia (hasta 2022, debido a la invasión rusa de Ucrania).[3]
- Pabianice, Polonia (hasta 2022, debido a la invasión rusa de Ucrania).[4]